# Машков, Игорь Анатольевич
Игорь Анатольевич Машков (23 февраля 1924, Бахмут, Донецкая область — 6 мая 1961, Одесса, Одесская область) — красноармеец Рабоче-крестьянской Красной Армии, участник Великой Отечественной войны, Герой Советского Союза (1944).

## Биография
Игорь Машков родился 23 февраля 1924 года в городе Бахмут Донецкой области. По национальности осетин. После окончания девяти классов школы работал киномехаником в Самарканде. 
В 1942 году был призван на службу в Рабоче-крестьянскую Красную Армию. С этого же года — на фронтах Великой Отечественной войны.
К сентябрю 1943 года гвардии красноармеец Игорь Машков был стрелком 182-го гвардейского стрелкового полка 62-й гвардейской стрелковой дивизии 37-й армии Степного фронта. Отличился во время битвы за Днепр. 28 сентября 1943 года одним из первых переправился через Днепр в районе села Мишурин Рог Верхнеднепровского района Днепропетровской области Украинской ССР и принял активное участие в боях за захват и удержание плацдарма на его западном берегу. В тех боях он лично уничтожил более 30 солдат и офицеров противника.
Указом Президиума Верховного Совета СССР «О присвоении звания Героя Советского Союза генералам, офицерскому, сержантскому и рядовому составу Красной Армии» от 22 февраля 1944 года за «образцовое выполнение боевых заданий командования при форсировании реки Днепр, развитие боевых успехов на правом берегу реки и проявленные при этом отвагу и геройство» был удостоен высокого звания Героя Советского Союза с вручением ордена Ленина и медали «Золотая Звезда».
После окончания войны служил в органах государственной безопасности, работал в Виннице, Ужгороде и Одессе. Скоропостижно скончался 6 мая 1961 года, похоронен в Одессе.
Был также награждён орденом Отечественной войны 2-й степени и рядом медалей.